# 高峻 (东汉)
高峻（?—?），中国新朝到东汉時代初期武将。高峻是隴右割据的隗囂属下武将。率领数万軍据守安定郡高平县第一城。

## 生平
| 姓名         | 高峻               |
| 時代         | 新朝 - 东汉時代    |
| 生卒年       | 〔不詳〕           |
| 字・別号     | 〔不詳〕           |
| 出身地       | 〔不詳〕           |
| 職官         | 通路将軍〔东汉〕   |
| 爵位・号等   | 关内侯〔东汉〕     |
| 陣营・所属等 | 隗囂→光武帝→公孫述 |
| 家族・一族   | 〔不詳〕           |

建武七年（31年），隗囂叛漢，高峻在安定郡朝那与漢将王常交战，敗北。其後，光武帝下詔書命馬援招抚，高峻降漢，漢軍打通河西之路道。高峻通过中郎将来歙，被任命为通路将軍，封关内侯。
建武八年（32年），高峻属大司馬吴汉，包围隗囂占据的天水郡冀县。吴汉軍因为兵糧欠乏而退却，高峻叛漢，再归隗囂之下，守備天水郡隴县隴坻。
建武九年（33年），隗囂病卒，高峻害怕被汉朝誅殺，守備高平县第一城。建威大将軍耿弇、太中大夫竇士、武威太守梁統率军攻打高峻，一年没有攻克。
建武十年（34年）八月，光武帝親征至右扶風汧水，想要平定高峻。派遣寇恂到第一城，传璽書促使高峻归降。高峻派遣軍師皇甫文回应、皇甫文言辞礼儀不屈。寇恂怒，不听部下諫止，斬杀皇甫文，并料定高峻会因此投降。他对皇甫文的副手说：「军师无礼，已被处死。欲降，马上投降；不欲投降，就继续固守」，让他告诉高峻。高峻知道智囊皇甫文已死，果然大惊失色，開城門投降，寇恂把他带回洛陽。以後，高峻之名不在史書出現，他的结局不明。